# Do You Like My Tight Sweater?
A Do You Like My Tight Sweater?  a Moloko brit elektronikus/dance duo első lemeze, 1997-ben jelent meg.

## Számok
1. "Fun for Me"  – 5:08
2. "Tight Sweater"  – 0:15
3. "Day for Night"  – 5:23
4. "I Can't Help Myself"  – 5:44
5. "Circus"  – 0:19
6. "Lotus Eaters"  – 7:32
7. "On My Horsey"  – 0:34
8. "Dominoid"  – 4:11
9. "Party Weirdo"  – 7:01
10. "Tubeliar"  – 0:25
11. "Ho Humm"  – 5:38
12. "Butterfly 747"  – 4:30
13. "Dirty Monkey"  – 0:23
14. "Killa Bunnies"  – 2:19
15. "Boo"  – 5:47
16. "Where is the What if the What is in Why?"  – 4:16
17. "Who Shot the Go-Go Dancer?"  – 6:58